# Aude Biannic
Aude Biannic (* 27. März 1991 in Landerneau) ist eine französische Radrennfahrerin.

## Sportlicher Werdegang
2009 wurde Aude Biannic französische Vize-Meisterin der Juniorinnen im Einzelzeitfahren auf der Straße; in der Juniorinnen-Wertung des Omloop van Borsele belegte sie Platz zwei in der Gesamtwertung, ebenso beim Chrono des Nations. 2010 belegte sie bei der Straßen-Europameisterschaft (Nachwuchs) Platz fünf im Straßenrennen und wurde beim Lauf des Bahnrad-Weltcups im Dezember in Cali Siebte. 2011 wurde sie französische Meisterin in der Einerverfolgung auf der Bahn und belegte bei den UCI-Straßen-Weltmeisterschaften 2011 in Kopenhagen Rang zehn im Straßenrennen der Frauen. Im Straßenrennen der Olympischen Spiele in London belegte sie Platz zehn.
2015 errang Biannic in der Mannschaftsverfolgung ihren zweiten nationalen Titel, gemeinsam mit Roxane Fournier und Pascale Jeuland. 2018 wurde sie französische Straßenmeisterin und gewann eine Etappe der Lotto Belgium Tour, bei der sie auch Platz zwei in der Gesamtwertung belegte. 2021 belegte sie im Straßenrennen der Olympischen Spiele in Tokio Rang zehn.

## Erfolge

### Straße
2013
- eine Etappe Giro della Toscana Femminile

2018
- Französische Meisterin – Straßenrennen
- Prolog Lotto Belgium Tour

### Bahn
2011
- Französische Meisterin – Einerverfolgung

2015
- Französische Meisterin – Mannschaftsverfolgung (mit Roxane Fournier und Pascale Jeuland)